# Salvage Hunters
Salvage Hunters är en brittisk tv-serie med sin första säsong 2011. Serien handlar om antikhandlaren Drew Pritchard som reser runt i Storbritannien i jakten på antikviteter att sälja i sin affär och online. Serien gick 2021 in på sin femtonde säsong.

## Spinoff-serier
Salvage Hunters har fått en rad spinoff-serier:
- Salvage Hunters: Best Buys
- Salvage Hunters: Bitesize
- Salvage Hunters: The Restorers
- Salvage Hunters: Classic Cars
- Salvage Hunters: Design Classics
- Salvage Hunters: Best Restorations